# Serra de la Balmeta (Colera)
La Serra de la Balmeta és una serra situada entre els municipis de Colera, Llançà i de Rabós a la comarca de l'Alt Empordà, amb una elevació màxima de 564 metres.